# Jihomoravský župní přebor 1970/1971
V soubojích 11. ročníku Jihomoravského župního přeboru 1970/71 (jedna ze skupin 5. fotbalové ligy) se utkalo 14 týmů každý s každým dvoukolovým systémem podzim–jaro. Tento ročník začal v srpnu 1970 a skončil v červnu 1971.

## Nové týmy v sezoně 1970/71
- Z Divize D 1969/70 sestoupilo do Jihomoravského župního přeboru mužstvo TJ RH Znojmo.
- Ze skupin I. A třídy Jihomoravské župy 1969/70 postoupila mužstva TJ Slovan Ivančice (vítěz skupiny A) a VTJ Dukla VAAZ Brno (vítěz skupiny B).

## Nejlepší střelec
Nejlepším střelcem se stal Ladislav Vydra z Poštorné, který vstřelil 28 branek.

## Konečná tabulka
Zdroj: 
| Poř. | Tým                          | Z  | V  | R | P  | VG | OG | B  |
| ---- | ---------------------------- | -- | -- | - | -- | -- | -- | -- |
| 1.   | TJ RH Znojmo (S)             | 26 | 18 | 7 | 1  | 45 | 12 | 43 |
| 2.   | TJ Jiskra Kyjov              | 26 | 19 | 2 | 5  | 54 | 23 | 40 |
| 3.   | TJ Baník Dubňany             | 26 | 16 | 5 | 5  | 54 | 26 | 37 |
| 4.   | TJ Tatran PKZ Poštorná       | 26 | 15 | 6 | 5  | 67 | 32 | 36 |
| 5.   | TJ Spartak Třebíč            | 26 | 14 | 5 | 7  | 52 | 34 | 33 |
| 6.   | TJ Slovan Retex Ivančice (N) | 26 | 12 | 4 | 10 | 33 | 30 | 28 |
| 7.   | VTJ Dukla VAAZ Brno (N)      | 26 | 9  | 7 | 10 | 33 | 32 | 25 |
| 8.   | TJ Slovan Hodonín            | 26 | 7  | 9 | 10 | 42 | 46 | 23 |
| 9.   | TJ Sokol Šlapanice           | 26 | 8  | 4 | 14 | 24 | 41 | 20 |
| 10.  | TJ Spartak ADAST Adamov      | 26 | 7  | 4 | 15 | 29 | 50 | 18 |
| 11.  | TJ Baník Zbýšov              | 26 | 5  | 8 | 13 | 21 | 46 | 18 |
| 12.  | TJ Spartak I. brněnská       | 26 | 7  | 3 | 16 | 31 | 55 | 17 |
| 13.  | TJ Spartak Líšeň             | 26 | 6  | 4 | 16 | 36 | 60 | 16 |
| 14.  | TJ Spartak TOS Kuřim         | 26 | 2  | 6 | 18 | 18 | 52 | 10 |

Poznámky:
- Z = Odehrané zápasy; V = Vítězství; R = Remízy; P = Prohry; VG = Vstřelené góly; OG = Obdržené góly; B = Body; (S) = Mužstvo sestoupivší z vyšší soutěže; (N) = Mužstvo postoupivší z nižší soutěže (nováček)

|  | Postup do Divize D 1971/72                            |
|  | Sestup do skupin I. A třídy Jihomoravské župy 1971/72 |